# Sydän edellä
Sydän edellä è l'album di debutto della cantante finlandese Stina Girs, pubblicato il 23 novembre 2011 su etichetta discografica Sony Music Entertainment Finland.

## Tracce
1. Anna mun mennä – 3:34
2. Uusivuosi – 3:22
3. Vahtikoira – 3:41
4. Kirje – 3:32
5. Suljen silmät – 3:18
6. Sä teet historiaa – 3:49
7. Sydän edellä – 3:47
8. Valmis – 3:10
9. Sä et voi – 4:06
10. Leikisti – 4:09
11. Merenneito – 3:25

## Classifiche
| Classifica (2011) | Posizione massima |
| ----------------- | ----------------- |
| Finlandia         | 49                |